# Landolf de Conza
Pour les articles homonymes, voir Landolf.
Landolf de Conza ou Landolf Ier de Salerne (mort après 979), noble Lombard, brièvement corégent de la principauté de Capoue-Bénévent en 941, il usurpe le titre de prince de Salerne en 973-974.

## Origine
Landolf est le fils d'Aténolf II de Capoue corégent de Bénévent († 940). À la mort de son père il lui succède comme prince associé à son oncle Landolf Ier de Bénévent, mais ce dernier l'exile avec sa famille.

## Usurpation
Landolf se réfugie dans le duché de Naples auprès de Marinus II de Naples, d'où il gagne à Salerne la cour de sa sœur, Gaitelgrime seconde épouse de Guaimar II de Salerne à qui succède en 946 le neveu de Landolf ; Gisolf Ier de Salerne. Ce dernier couvre la famille de son oncle d'honneur:  il le nomme gastald de Conza, et investit ses fils Landenolf († 973), Landolf, Indolf, et Guaimar de fiefs importants dans la principauté de Salerne à Marsi, Sarno et Lauro selon le Chronicon Salernitanum.
Pendant l'été 973 avec l'appui de Marinus II de Naples et de Manson Ier d'Amalfi, Landulf s'empare  du pouvoir à Salerne, il chasse Gisolf Ier, se proclame prince et s'adjoint l'aîné de ses fils survivant Landolf II comme corégent. Gisolf Ier se réfugie à la cour de Pandolf Tête de Fer le fils de Landolf Ier de Bénévent qui règne sur la principauté de Bénévent-Capoue.  Avec l'appui de Pandolf  Gisolf est rétabli comme prince de Salerne en mai/juin 974 et comme il est sans héritier il désigne comme corégent Pandolf Tête de Fer et comme successeur, le fils de ce dernier Pandolf II de Salerne.

## Descendance
D'une union avec une inconnue il avait quatre fils selon le Chronicon Salernitanum : 
- Landenolf († 973) ;
- Landolf († après 1004), associé comme prince Landolf II de Salerne ;
- Indolf ;
- Guaimar.

## Sources
- Venance Grumel Traité d'études byzantines La Chronologie: Presses universitaires de France Paris 1958, « Princes Lombards de Salerne » p. 421.
- Jules Gay L'Italie méridionale et l'Empire byzantin depuis l'avènement de Basile Ier jusqu'à la prise de Bari par les Normands (867-1071) Albert Fontemoing éditeur, Paris 1904 p. 636.
- (en) Landolf di Capua sur le site Medieval Lands.
- « L'art de vérifier les dates » Chronologie des princes de Salerne.